# Roumanie aux Jeux olympiques d'été de 2008
La Roumanie participe aux Jeux olympiques d'été de 2008 à Pékin. Il s'agit de sa 19e participation à des Jeux d'été. 

## Médaillés roumains

### Médailles d'or
| Sport                  | Discipline         | Sportifs                           | Performance     |
| Médailles d'or : 4     |                    |                                    |                 |
| Judo                   | Moins de 48 kg (F) | Alina Alexandra Dumitru            |                 |
| Aviron                 | 2 de pointe (F)    | Georgeta Andrunache Viorica Susanu |                 |
| Athlétisme             | Marathon (F)       | Constantina Tomescu                | 2 h 26 min 44 s |
| Gymnastique artistique | Sol (F)            | Sandra Izbașa                      | 15,650 pts      |

### Médailles d'argent
| Sport                  | Discipline          | Sportifs         | Performance |
| Médailles d'argent : 1 |                     |                  |             |
| Escrime                | Épée individuel (F) | Ana Maria Brânză |             |

### Médailles de bronze
| Sport                   | Discipline           | Sportifs | Performance |
| Médailles de bronze : 4 |                      | |             |
| Escrime                 | Sabre individuel (H) | Mihai Covaliu |             |
| Gymnastique artistique  | Concours général (F) | Andreea Acatrinei Gabriela Drăgoi Gabriela Grigore Sandra Izbasa Steliana Nistor Anamaria Tamarjan                                    | 181,525 pts |
| Aviron                  | Huit (F)             | Constanța Burcică Viorica Susanu Rodica Șerban Enikő Barabás Simona Mușat Ioana Papuc Georgeta Andrunache Doina Ignat Elena Georgescu |             |
| Lutte                   | 74 kg (H)            | Gheorghiță Ștefan |             |

## Engagés roumains par sport

### Athlétisme

#### Hommes
| Épreuve     | Athlète      | Séries   | Séries | Quarts de finale | Quarts de finale | Demi-finales | Demi-finales | Finale   | Finale |
| Épreuve     | Athlète      | Résultat | Rang   | Résultat         | Rang             | Résultat     | Rang         | Résultat | Rang   |
| ----------- | ------------ | -------- | ------ | ---------------- | ---------------- | ------------ | ------------ | -------- | ------ |
| Triple saut | Marian Oprea | 17,17m   | 5e Q   | NC               | NC               | NC           | NC           | 17,22m   | 5e     |

#### Femmes
| Épreuve              | Athlète                | Séries      | Séries | Quarts de finale | Quarts de finale | Demi-finales | Demi-finales | Finale       | Finale        |
| Épreuve              | Athlète                | Résultat    | Rang   | Résultat         | Rang             | Résultat     | Rang         | Résultat     | Rang          |
| -------------------- | ---------------------- | ----------- | ------ | ---------------- | ---------------- | ------------ | ------------ | ------------ | ------------- |
| 200 mètres           | Ionela Târlea          | 23.24       | 4e Q   | 23.22            | 5e               | -            | -            | -            | -             |
| 800 mètres           | Mihaela Neacsu         | 2 min 03.03 | 6e     | -                | -                | -            | -            | -            | -             |
| Marathon             | Luminata Talpos        | NC          | NC     | NC               | NC               | NC           | NC           | 2h 31 min 41 | 18e           |
| Marathon             | Lidia Șimon            | NC          | NC     | NC               | NC               | NC           | NC           | 2h 27 min 51 | 8e            |
| Marathon             | Constantina Tomescu    | NC          | NC     | NC               | NC               | NC           | NC           | 2h 26 min 44 | Médaille d'or |
| 400 mètres haies     | Angela Moroșanu        | 56.07       | 4e Q   | NC               | NC               | 57.67        | 8e           | -            | -             |
| 3 000 mètres steeple | Ancuța Bobocel         | 9 min 35.31 | 6e     | -                | -                | -            | -            | -            | -             |
| 3 000 mètres steeple | Cristina Casandra      | 9 min 22.38 | 4e Q   | NC               | NC               | NC           | NC           | 9 min 16.85  | 5e            |
| 20 km marche         | Ana Maria Groza        | NC          | NC     | NC               | NC               | NC           | NC           | 1h 32 min 16 | 23e           |
| Saut en longueur     | Viorica Tigau          | 6,44m       | 11e    | -                | -                | -            | -            | -            | -             |
| Triple saut          | Adelina Gavrilă        | 13,98m      | 8e     | -                | -                | -            | -            | -            | -             |
| Lancer du poids      | Anca Heltne            | 17,48m      | 12e    | -                | -                | -            | -            | -            | -             |
| Lancer du disque     | Nicoleta Grasu         | 62,51m      | 1er Q  | NC               | NC               | NC           | NC           | 58,63m       | 11e           |
| Lancer du marteau    | Bianca Perie-Ghelber   | 68,21m      | 10e    | -                | -                | -            | -            | -            | -             |
| Lancer du javelot    | Monica Stoian          | 54,56m      | 21e    | -                | -                | -            | -            | -            | -             |
| Lancer du javelot    | Felicia Țilea-Moldovan | 60,81m      | 5e Q   | NC               | NC               | NC           | NC           | 53,04m       | 11e           |

### Boxe
- Georgian Popescu
- Ionuţ Gheorghe

| Athlète          | Catégorie                  | 16e de finale          | 8e de finale           | Quart de finale     | Demi-finale         | Finale              |
| Athlète          | Catégorie                  | Adversaire Résultat    | Adversaire Résultat    | Adversaire Résultat | Adversaire Résultat | Adversaire Résultat |
| ---------------- | -------------------------- | ---------------------- | ---------------------- | ------------------- | ------------------- | ------------------- |
| Georgian Popescu | Poids légers (-60Kg)       | Ali Victoire 20-5      | Vargas Victoire 14-4   | Ugas Défaite 7-11   | -                   | -                   |
| Ionuț Gheorghe   | Poids super-légers (-64Kg) | Gonzalez Victoire 21-4 | Sepahvandi Défaite 4-8 | -                   | -                   | -                   |

### Canoe/Kayak
| Athlète                  | Compétition | Éliminatoires  | Éliminatoires | Demi-finales   | Demi-finales | Finale A       | Finale A |
| Athlète                  | Compétition | Temps          | Rang          | Temps          | Rang         | Temps          | Rang     |
| ------------------------ | ----------- | -------------- | ------------- | -------------- | ------------ | -------------- | -------- |
| Florin Georgian Mironcic | C1 500m     | 1 min 48 s 608 | 2e            | 1 min 51 s 535 | 2e           | 1 min 49 s 861 | 7e       |
| Florin Georgian Mironcic | C1 1000m    | 3 min 57 s 538 | 2e            | 3 min 59 s 664 | 2e           | 3 min 57 s 876 | 6e       |
| Josif Chirila            | C2 500m     | 1 min 42 s 306 | 4e            | 1 min 42 s 545 | 1er          | 1 min 43 s 195 | 6e       |
| Andrej Cuculici          | C2 500m     | 1 min 42 s 306 | 4e            | 1 min 42 s 545 | 1er          | 1 min 43 s 195 | 6e       |
| Ciprian Popa             | C2 1000m    | 3 min 41 s 846 | 2e            | NC             | NC           | 3 min 40 s 342 | 4e       |
| Niculae Flocea           | C2 1000m    | 3 min 41 s 846 | 2e            | NC             | NC           | 3 min 40 s 342 | 4e       |

### Judo
Femmes
- 48 kg
  - Alina Alexandra Dumitru

### Tir à l'arc
- Alexandru Bodnar